# ゴロドク (地理的概念)
ゴロドク / ホロドク / ハラドク（ロシア語: Городок / ウクライナ語: Городок / ベラルーシ語: Гарадок）は、旧ソビエト連邦の構成国において居住地を指す言葉の一種である。
（留意事項）：歴史的用法については、便宜上、ロシア語とその翻字を用いて解説する。
ゴロドクは、ゴロド / Городやゴロディシチェ / Городище と共に、居住地を指す言葉として、キエフ・ルーシ期の年代記から使用例がみられる。「Город」の元来の意味は、規模や目的に関わらず、囲いを有する居住地を意味していた。ゴロドクはゴロドに比べ小規模であり、歴史学的文献では、年代記内のゴロドに対して城市あるいは都市、ゴロドクに対して城砦と訳し分けているものがある。
このうち、ゴロド（ベラルーシではハラド）は現ロシア・ベラルーシの行政区画の分類名として用いられており、「市」に相当する。一方、ゴロドクは、ロシア語では河川などの地形によって他と区分された範囲を指す他に、ある用途に応じて用いられる場合（例：アヴィアゴロドク / Авиагородок：空港とその周囲、アカデムゴロドク / Академгородок：学術施設とその周囲、など）、ある種の一連の施設群を指す場合がある（例：ヴォエンヌィー・ゴロドク(ru) / Военный городок：軍事施設区域、ウンヴェルシテトスキー・ゴロドク / Университетский городок：いわゆるキャンパス、など）。
また、ロシアではゴロドク、ウクライナではホロドク、ベラルーシではハラドクが、行政区画の名称（いわゆる地名）となっている場合がある（例：ベラルーシの市ハラドク(ru)、ダヴィド・ハラドク、など）。